# کولوب (شهرستان اونتسوکولسکی، داغستان)
کولوب (به لاتین: Kolob) یک منطقهٔ مسکونی در روسیه است که در داغستان واقع شده‌است.